# Neolythria perpunctata
Neolythria perpunctata är en fjärilsart som beskrevs av Rudolf Beyer 1958. Neolythria perpunctata ingår i släktet Neolythria och familjen mätare. Inga underarter finns listade i Catalogue of Life.